# Bassus coriarius
Bassus coriarius är en stekelart som beskrevs av Michael J. Sharkey 1996. Bassus coriarius ingår i släktet Bassus och familjen bracksteklar. Inga underarter finns listade.